# Сироїжка
Сироїжка (Russula Pers.) — рід шапинкових грибів порядку Сироїжкові (Russulales). 

## Назва
Назва «Сироїжка», мабуть, від того, що засолені сироїжки дуже швидко стають придатними до їжі.
В Галичині має назву «Голубінка».

## Опис
Шапинка їх опукло-плеската або ввігнуто-розпроста, яскраво забарвлена, м'якуш крихкий, солодкий або пекучоїдкий.

## Поширення та середовище існування
В Україні — бл. 50 видів, більшість з них їстівні. Ростуть у мішаних, рідше в шпилькових (хвойних) лісах. Найпоширеніші: Сироїжка біла (R. delica Fr.) і Сироїжка їстівна (R. vesca L.). Сироїжки становлять не менш однієї третини врожаю всіх їстівних грибів.

## Класифікація
Рід сироїжка містить понад 750 видів.